# アクイース
「アクイース」(原題：Acquiesce)は、1995年にイギリスのロックバンド、オアシスが発表した楽曲、及び同曲を収録したシングル。シングルはアメリカのラジオ向けのプロモーション用で、商用ではない。

## 概要
ノエル・ギャラガー作詞作曲。シングル『サム・マイト・セイ』のカップリング曲。B面曲集の『ザ・マスタープラン』やベストアルバム『ストップ・ザ・クロックス』にも収録されるなど、ファンの間でも人気が高い。
『アクイース』はリアム・ギャラガー、ノエル・ギャラガーの両方がリードボーカルを務めている。ノエルは、リアムが高音部を歌えなかったため自分が代わりに歌ったと述べている。二人が共にリードボーカルを務めるのはこの他に、『スタンディング・オン・ザ・ショルダー・オブ・ジャイアンツ』に収録されている『プット・ユア・マネー・ウェア・ユア・マウス・イズ』と、『ドント・ビリーヴ・ザ・トゥルース』に収録されている「レット・ゼア・ビー・ラヴ」がある。

## 背景
『アクイース』の歌詞は、アルバム『オアシス』のレコーディングのためのスタジオへ向かう途中に、電車の遅延に巻き込まれときに書かれた。
歌詞の内容はギャラガー兄弟自身のことを表していると言われているが、『ザ・マスタープラン』のポール・デュー・ノイヤーのライナーノーツによると、これは友情に関する曲でギャラガー兄弟の仲を表す内容でないとしている。
この曲はファンの間でも人気が高く、ライブでも頻繁に披露される。クリエーション・レコードのアラン・マッギーはこの曲を最初に聞いたとき、「サム・マイト・セイ」でなくこの曲をシングルとしてリリースしようとノエルに打診したが、ノエルは「サム・マイト・セイ」のシングルがすでに完成していたので、新たにB面曲を書きたくないとして断った。
ノエルはこの曲と『ザ・マスタープラン』はシングルにしても申し分ないとしている。
曲の初めに、ノエルが歌う「モーニング・グローリー」と、リアムの話し声が流れている。リアムとプロデューサーのオーウェン・モリスと思われる男性の会話は、次のようである。
Owen: Where's Noel?

オーウェン：ノエルはどこだ？

Liam: Gone for a walk

リアム：散歩に行ったんだろ

Unknown voice: Sacked him

謎の男性：クビにしたよ

Owen: <indecipherable>

オーウェン：＜識別不能＞

Liam: I've sacked him

リアム：俺がクビにした
曲はテレビ番組『Jericho』や映画『GOAL!』に使用され、グッド・シャーロットやサード・アイ・ブラインドなどの多くのバンドにカバーされた。 

## ミュージックビデオ
ミュージックビデオは二種類存在する。
一つ目は1997年12月14日にマンチェスターのG-Mex Centreで行われたライブ・パフォーマンスである。このビデオのボーカルは別のパフォーマンスからオーバーダビングされた。
2つ目のビデオは2006年9月12日にロンドンのカムデンにあるElectric Ballroomで撮影されたが、バンドは出演していない。代わりに、日本のそっくりさん／トリビュート・バンドがオアシスの役を演じた。また、R.E.M.の1995年の『クラッシュ・ウィズ・アイライナー』のビデオでフィーチャーされたアイデアを反映した、より多くの映像が日本で撮影されたと思われる。